# 408P/Novichonok–Gerke
P/2011 R3 (Novichonok) — одна з короткоперіодичних комет родини Юпітера. Комета була відкрита 7 вересня 2011 року, коли мала 18.9m.